# O Contestado - Restos Mortais
O Contestado - Restos Mortais é um documentário  do diretor brasileiro Sylvio Back de 155 minutos de duração.

## Sinopse
A sinopse consiste no testemunho de trinta médiuns em transe, articulado ao memorial sobrevivente e à polêmica com especialistas, "O Contestado – Restos Mortais" é o resgate mítico da chamada Guerra do Contestado (1912-1916). Envolvendo milhares de civis e militares, o sangrento episódio conflagrou Paraná e Santa Catarina por questões de fronteira e disputa de terras, mesclado à eclosão de um surto messiânico de grandes proporções.